# Symphonia gabonensis
Symphonia gabonensis là một loài thực vật có hoa trong họ Bứa. Loài này được (Vesque) Pierre miêu tả khoa học đầu tiên năm 1896.